# Esterweger Dose

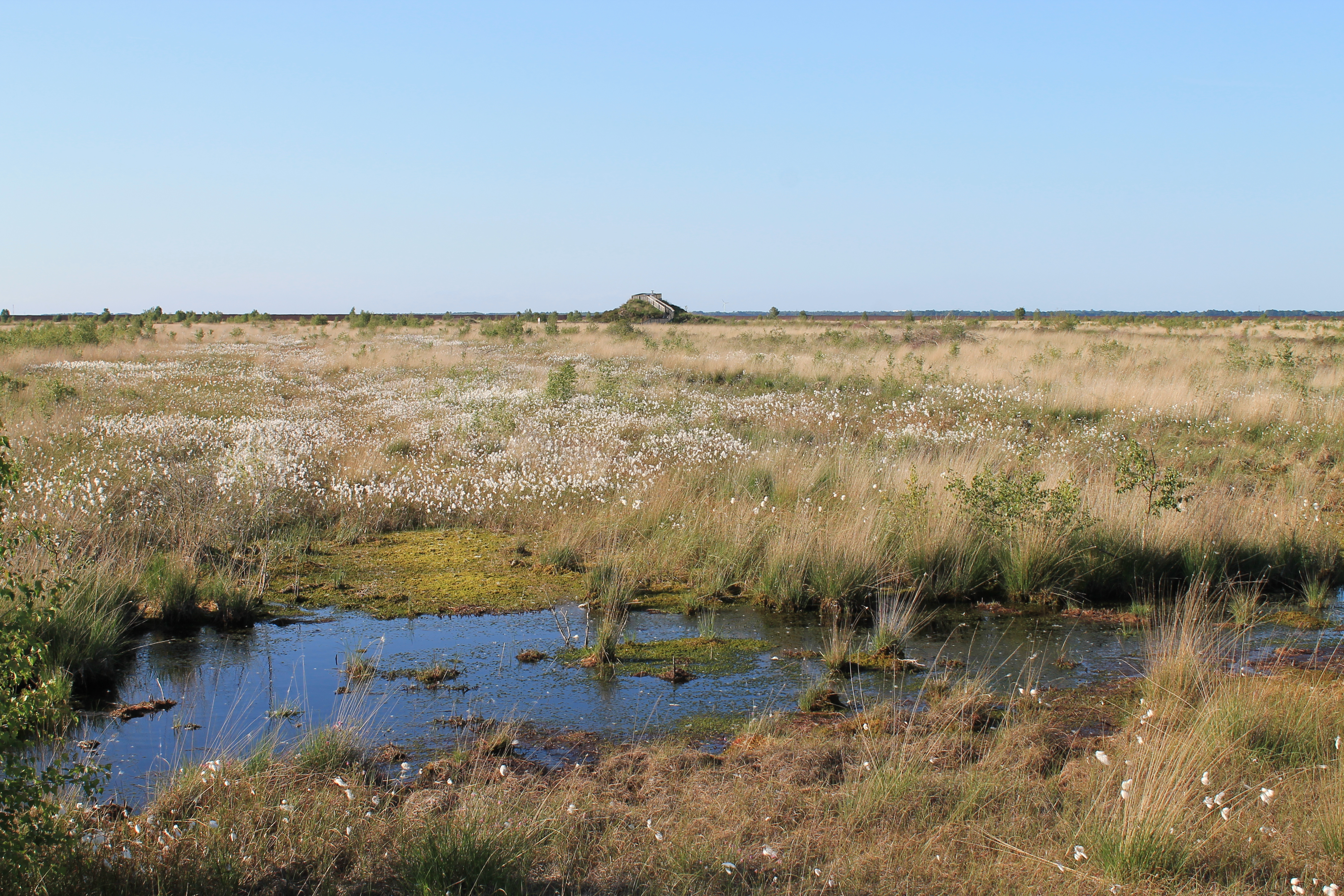
Het hoogveen van de Esterweger Dose

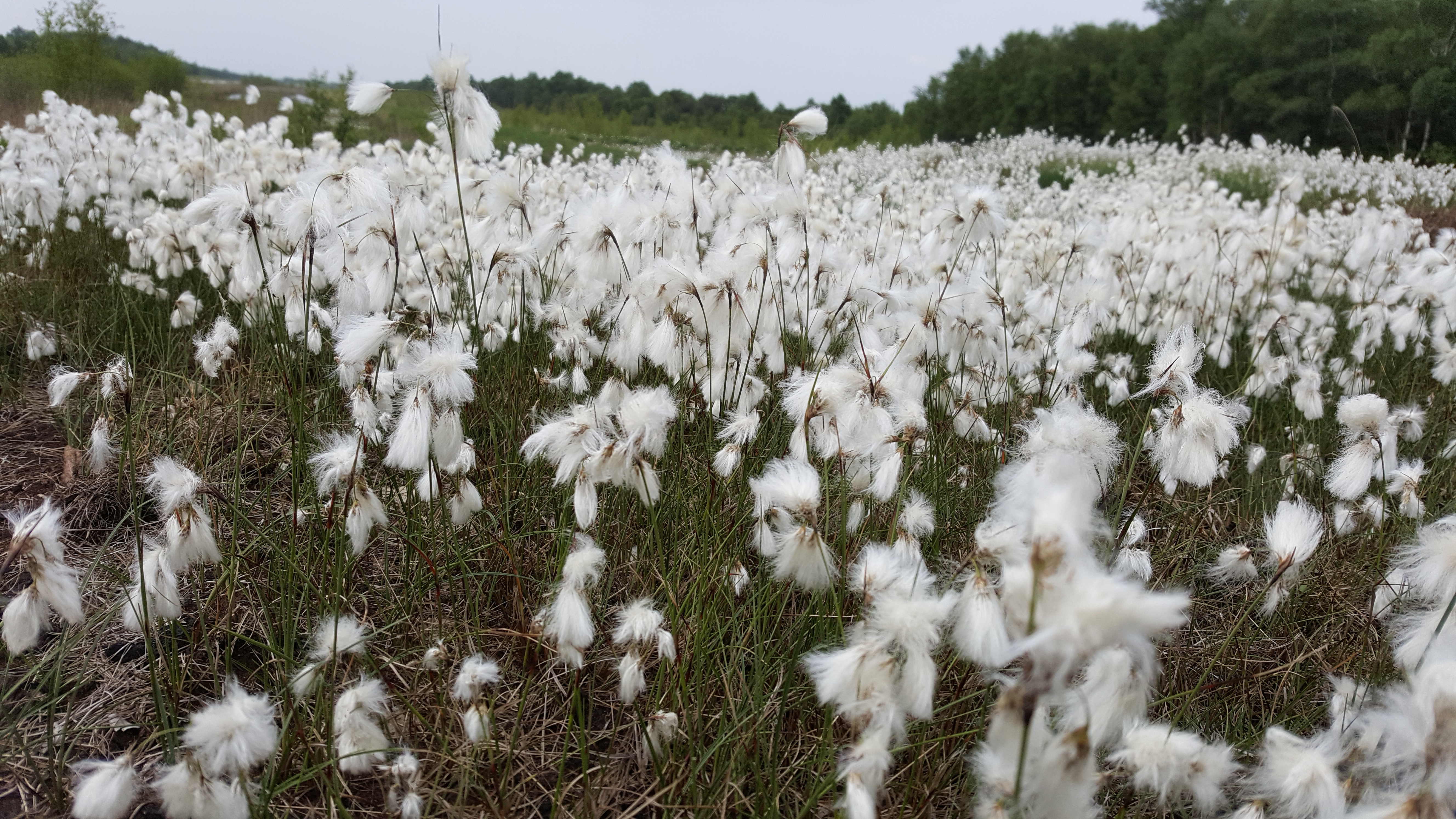
Wollegras

De Esterweger Dose is het grootste hoogveengebied in de Duitse deelstaat Nedersaksen. Het ligt grotendeels in de Samtgemeinde Nordhümmling, ongeveer 25 km ten oosten van de Nederlandse grens bij Vlagtwedde. Aan de zuidrand ervan loopt het Küstenkanal met parallel daaraan de Bundesstraße 401.

## Bescherming
Met de instelling in 2005 van een in totaal 4.747 ha groot natuurreservaat (Naturschutzgebiet NSG WE 245 ) hoopt men dit zeer uitgestrekte hoogveengebied voor het nageslacht te behouden. In het gebied zijn een kern- en een bufferzone te onderscheiden. De Esterweger Dose is aangewezen op basis van de EU-Vogelrichtlijn (EU-Vogelschutzgebiet V 14 en de EU-Habitatrichtlijn (FFH-Gebiet 158) en maakt derhalve deel uit van het Europese natuurnetwerk Natura 2000. De Landkreise Cloppenburg, Emsland en Leer hebben een rol als uitvoerend bevoegd gezag in natuurbeschermingszaken.

## Toekomstige regeneratie
In gedeelten waar nu nog (machinaal) veen wordt afgegraven (ongeveer duizend hectare), moet op de langere termijn (door daarop gerichte vergunningsvoorschriften) regeneratie van het hoogveen mogelijk worden. In het algemeen is dat op afgeveende vlakten goed mogelijk, mits die voldoende kunnen worden vernat en op de juiste manier worden afgewerkt. De momenteel nog als landbouwgebied benutte gebieden (vaak nog in privébezit) zullen door gebruik als grasland als biotoop voor soorten en levensgemeenschappen van hoogveen geschikt worden gemaakt. De afgelegen en betrekkelijk ongerepte kernzone (waarvan 2.450 ha in bezit is van de deelstaat Nedersaksen) moet door vernatting een goed leefgebied voor plant- en diersoorten van hoogveengebieden (offene Hochmoore) worden, evenals de 500 ha aan Bondsbezit, die als militair gebied in gebruik is.

## Flora en Fauna
De Esterweger Dose was tot circa 2015 het laatste broedgebied van de Goudplevier (Pluvialis apricaria) in Midden-Europa. Ondanks een ambitieus reddingsprogramma kon de vogel niet voor het gebied behouden blijven.
Zeldzame soorten, die in het gebied nog wel voorkomen, zijn de gevlekte witsnuitlibel, de vogelsoorten tureluur, wulp en grutto en de vleesetende plant zonnedauw.

## Geschiedenis
Het gebied Esterweger Dose was t/m de 19e eeuw verbonden met andere hoogveengebieden in o.a. de huidige gemeenten Saterland en Ostrhauderfehn. De naam Dose is een woord uit het Noord-Nedersaksisch dialect, dat een boomloos, regelmatig onder water staand en door hogere zandruggen omringd hoogveen aanduidt. De eerste protesten van natuurbeschermers tegen de turfwinning dateren van omstreeks 1927.
In de nazi-tijd werd een klein gebied van 100 hectare als natuurgebied ontzien. 
Bij Esterwegen heeft van 1933 tot en met 1947 kamp Esterwegen gestaan. Delen van de Esterweger Dose zijn door de dwangarbeiders uit dit direct tegenover het Küstenkanal gelegen kamp, onder onmenselijke werkomstandigheden, ontgonnen.
Merkwaardig is, dat juist Adolf Hitler de verdere ontginning vanaf de invasie in de Sovjet-Unie (1941) liet staken. Hij meende, dat deze het klimaat in Duitsland nadelig zou beïnvloeden. En hij ging ervan uit, dat het te annexeren Rusland de Duitse behoefte aan turf en landbouwgrond voldoende zou dekken.
In 1951 werd de turfwinning en ontginning van het gebied met volle inzet hervat. Tot 1994 prevaleerde het economisch belang van de afzet van turf en de uitbreiding van het landbouwareaal boven de argumenten van de natuurbeschermers. Vergunningen voor turfwinning werden niet langer verlengd.
Intussen vindt, omdat de vergunningen daarvoor nog zo lang lopen, de turfwinning nog plaats tot aan de jaren 2025 tot 2036. Daarna wordt in principe het gehele gebied tot natuurgebied omgevormd.

## Externe bron
- Pagina van NLWKN over het natuurgebied; met foto's en kaart NLWKN is een semi-overheidsinstelling van Bundesland Nedersaksen